# Euphemia I. von Masowien
Euphemia (poln. Eufemia; * um 1310; † 11. Januar 1374) war eine polnische Prinzessin und schlesische Fürstin. Sie entstammte dem Adelsgeschlecht der masowischen Piasten und heiratete in die schlesischen Piasten ein.

## Leben
Euphemia war Tochter von Herzog Trojden I. von Masowien († 1341) und der ruthenischen Prinzessin Maria von Galizien. 

## Ehe und Familie
1324 heiratete sie Kasimir I. von Teschen. Mit ihm hatte sie die Kinder
- Anna (1325–1367), verheiratet mit dem Liegnitzer Herzog Wenzel I. († 1364)
- Wladislaus († 1355)
- Jolanta Helena († 1364), Äbtissin von St. Klara in Krakau
- Boleslaw († 1356), Kanoniker in Breslau, Hofkaplan des Kaisers Karl IV., Propst in Prag
- Przemislaus I. († 1410)
- Agnes († 1371), ⚭ 1354 Konrad II. von Oels († 1403)
- Johann/Hanuš († nach 1391), Kleriker der Breslauer Diözese
- Siemowit/Ziemowit († 1391), Komtur der Johanniter von Klein Öls, ab 1372 Prior der Johanniter-Provinz Böhmen, Mähren und Polen sowie der österreichischen Länder[1]
- Elisabeth († 1364), Nonne in Trebnitz

Ihr Ehemann verstarb 1358.